# Thomas Wenski

Wappen von Thomas Gerard Wenski

Thomas Gerard Wenski (* 18. Oktober 1950 in West Palm Beach, Florida, USA) ist römisch-katholischer Erzbischof von Miami.

## Leben
Thomas Wenski, Sohn polnischer Einwanderer, wurde in West Palm Beach geboren und wuchs in Lake Worth auf. Er studierte am St. John Vianney Minor Seminary in Westchester und am St. Vincent de Paul Major Seminary in Boynton Beach. Nach seiner Priesterweihe am 15. Mai 1976 war er in der überwiegend spanischsprechenden Pfarre Corpus Christi in Miami tätig. Nach einer Fortbildung am Pierre Toussaint Haitian Catholic Center („Notre Dame d'Haiti“), wo er das Brauchtum Haitis sowie haitianisches Kreolisch erlernte, hatte er ab 1979 ein Apostolat für die haitianischen Gläubigen, vornehmlich Immigranten, an der Kathedrale Saint Mary in Miami. 1996 erfolgte die Ernennung zum Direktor von Catholic Charities Miami, die insbesondere mit der Caritas Kuba zusammenarbeitet. Er war zudem Direktor des Pierre Toussaint Haitian Catholic Center bis 1997. Er spricht fließend spanisch und creolisch.
Papst Johannes Paul II. ernannte ihn 1997 zum Titularbischof von Kearney und zum Weihbischof im Erzbistum Miami. Die Bischofsweihe spendete ihm der Erzbischof von Miami John Favalora am 3. September 1997; Mitkonsekratoren waren der Alterzbischof von Miami Edward A. McCarthy und Agustín Román Rodríguez, Weihbischof im Erzbistum Miami. 2003 wurde er zum Koadjutor im Bistum Orlando bestellt und folgte 2004 Norbert Dorsey als Diözesanbischof.
2010 ernannte ihn Papst Benedikt XVI. zum vierten Erzbischof von Miami.
Thomas Wenski ist Großoffizier des Ritterordens vom Heiligen Grab zu Jerusalem.